# Pouzol
Pouzol är en kommun i departementet Puy-de-Dôme i regionen Auvergne-Rhône-Alpes i centrala Frankrike. Kommunen ligger i kantonen Menat som tillhör arrondissementet Riom. År 2022 hade Pouzol 270 invånare.

## Befolkningsutveckling
Antalet invånare i kommunen Pouzol
| Referens: INSEE |